# 글렌다 잭슨
글렌다 메이 잭슨(영어: Glenda May Jackson, CBE, 1936년 5월 9일~2023년 6월 15일)은 잉글랜드의 배우, 정치인이다.
왕립연극학교에서 공부한 뒤 1964년부터 로열 셰익스피어 컴퍼니에서 4년간 연극을 하였으며, 영화에 진출해 아카데미 여우주연상을 2회 받으며 성공을 거두었다. 1992년부터 2015년까지 노동당 소속 하원 의원으로 활동하기도 했다

## 서훈
- 1978년 대영 제국 훈장 3등급(CBE) 수훈[1]